# Грибовський Адріан Мойсейович
Адріан Мойсейович Грибовський — державний діяч Російської імперії (1766—1833), статс-секретар.
Народився в м. Лубнах Полтавської губернії. Навчався в Московському університеті; в 1784 — 86 роках служив при Державіні, в Петрозаводську, скарбником наказу громадських грошей, причому розтратив казенні гроші, але Державін справу цю зам'яв. З 1787 р. служив у військово-похідній канцелярії князя Потьомкіна; після того був призначений до канцелярії графа П. А. Зубова. Мало-помалу він став правою рукою фаворита і отримав доступ до покоїв імператриці Катерини II; читав їй іноземну пошту, підносив до підписання укази, а в 1795 р. був призначений статс-секретарем «у прийняття прохань».
Після смерті імператриці Грибовський був висланий з Петербурга, а в квітні 1798 р. був ув'язнений у Петропавловську фортецю, з якої через рік переведений до Шліссельбурзької. Звільнений тільки імператором Олександром I, в 1801 р.
Перед смертю Грибовський задався думкою написати характеристику внутрішнього життя Катерини II, але завдання це виявилася йому не під силу. Його характеристика Катерини II запозичена у принца де Ліня; кажучи про різних діячів тієї епохи, Грибовський обмежується приведенням їх формулярного списку і дрібним лихослів'ям. Значення його мемуарів вичерпується деякими цікавими даними з приватного життя Катерини II.
Папери Грибовського були приведені в порядок і видані М. П. Погодіним під заголовком: «Записки про Катерину Велику кавалера А. М. Грибовського» («Москвитянин», 1847, № 2, і окремо М., 1847). У 1864 р. з'явилося в Москві 2-е видання, «з доповненнями», невідомо ким зробленими. Обидва видання значно постраждали від цензури, але кращим має бути визнано перше. Грибовський переклав з французької ідилічну повість д'Арно: «Небезпека міського життя» (СПб., 1784).